# Aktie Notenkraker

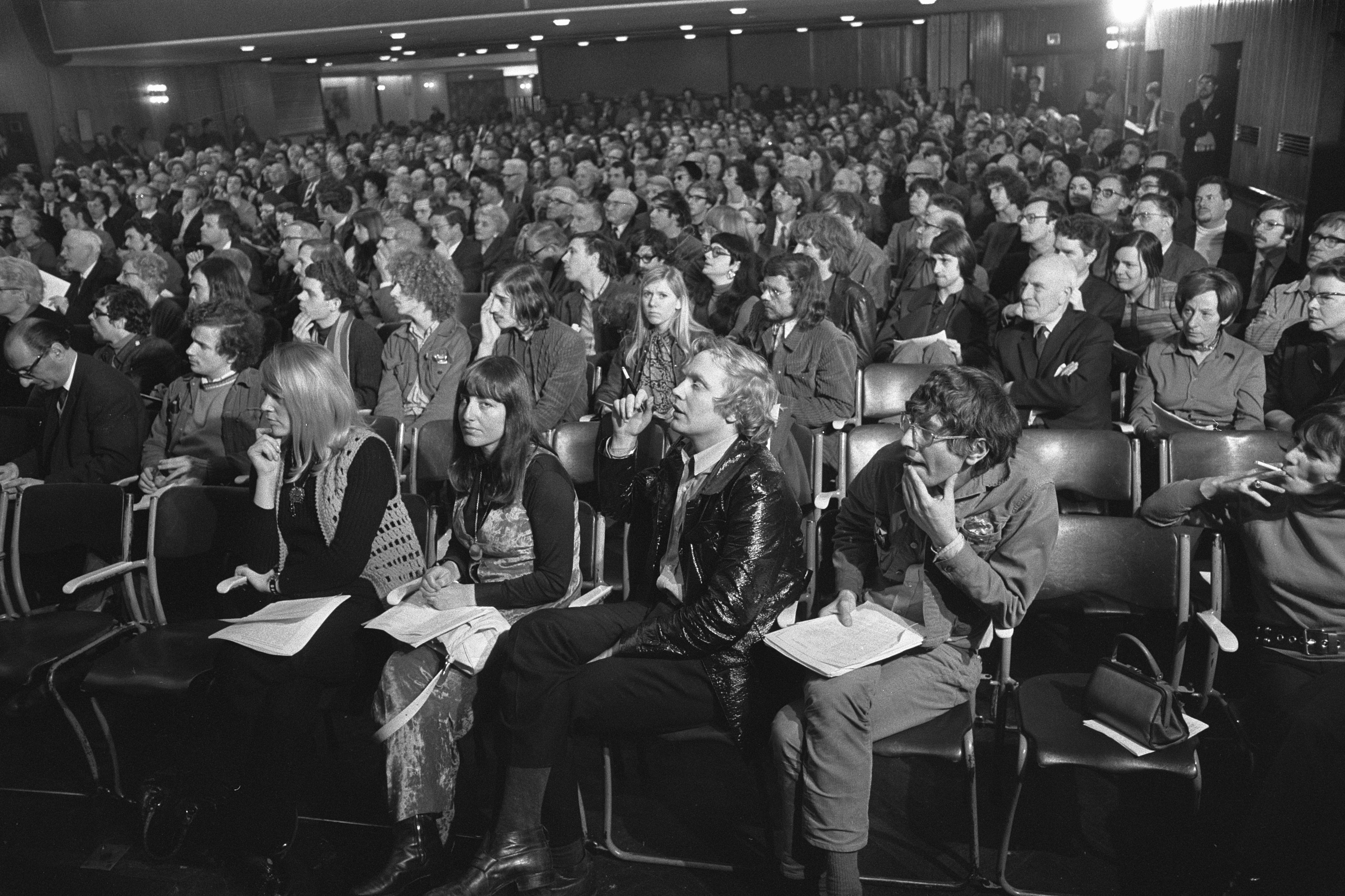
Discussie tussen Notenkrakers (o.a. Peter Schat en Reinbert de Leeuw) en het Concertgebouworkest (Hotel Krasnapolsky, 22 april 1970)

De Aktie Notenkraker werd gevoerd door een groep Nederlandse componisten die, vooral aan het eind van de jaren 60, een vernieuwing van het toenmalige landschap in de klassieke muziek eisten en meer waardering voor en uitvoering van avantgardistische en experimentele modern-klassieke muziek.

## Geschiedenis
De drijvende krachten in deze groep waren Jan van Vlijmen, Misha Mengelberg, Reinbert de Leeuw, Louis Andriessen en Peter Schat, hoewel de groep niet altijd homogeen was: Van Vlijmen en Mengelberg distantieerden zich van bepaalde aspecten van de acties. De bekendste manifestatie van de groep was een actie op 17 november 1969 in het Amsterdamse Concertgebouw, waar een voorstelling onder leiding van dirigent Bernard Haitink werd verstoord met een hoop kabaal. De benaming Aktie Notenkraker werd gebruikt als de tegenhanger van de acties in de theaterwereld met de benaming Aktie Tomaat. Deelnemers werd Notenkrakers genoemd.

### Kritiek
Om de onvrede van de leden van de notenkrakersbeweging te begrijpen, moet rekening gehouden worden met de tijdsgeest. Vanaf de jaren 60 ontstond een vorm van maatschappelijke opstandigheid (denk hierbij bijvoorbeeld aan de Provobeweging), waarbij het respect voor de gevestigde orde en autoriteiten onder druk stond. Dit gold echter niet alleen voor de Nederlandse politiek; ook binnen het muziekleven was geen sprake meer van een vanzelfsprekende acceptatie van bijvoorbeeld orkestprogrammering of hiërarchie binnen een orkest. Symbool hiervoor staat On Escalation van Peter Schat, waarin tijdens de uitvoering de dirigent geacht wordt het podium te verlaten, waarna uitvoerende musici het stuk zelf gaan leiden.
Kern van de kritiek van de componisten die bij de notenkrakers hoorden of er sympathie voor voelden, was dat er enorm veel aandacht was voor oude en laatromantische muziekwerken, waardoor er te weinig kansen waren voor de nieuwe generatie componisten. Deze kritiek, en de naar hun mening inactieve houding van programmeurs en andere machthebbers op het gebied van muziekbeleid, leidde in 1969 onder meer tot een gezamenlijke compositie, de opera Reconstructie en de nu meest bekende actie van de notenkrakers: het verstoren van een concert van het Concertgebouworkest in Amsterdam.
In feite kan een kanttekening bij de juistheid van die actie geplaatst worden; bij het Concertgebouworkest was wel degelijk ook ruimte voor nieuwe muziek, zij het dat het niet de hoofdmoot van de programmering betrof. Het Concertgebouw heeft in praktijk dan ook zeer weinig tot niets ondernomen naar aanleiding van de kritiek. Ten slotte verscheen eind jaren 60 een aantal artikelen, essays en andere uitingen van de Notenkrakers of van individuele componisten binnen die groep. De inhoud daarvan bevatte (zeker voor die tijd) zeer links gedachtegoed.

### Gevolgen
De kritiek van de verschillende componisten op vooral de grote symfonieorkesten van het land, maakte dat de onderlinge verhoudingen ernstig verstoord waren geraakt. Het gevolg hiervan was dat deze componisten zich al dan niet tijdelijk genoodzaakt zagen hun muziek voor andersoortige ensembles te gaan componeren. Er bestaan onder andere voorbeelden van muziek voor blaasorkesten, zoals Monuments of the Netherlands van Louis Andriessen uit 1975, maar ook muziek voor ongebruikelijke muziekensembles, die dan ook vaak door de componisten werden opgericht om de muziek uit te kunnen voeren. Louis Andriessen richtte ensemble De Volharding op, Peter Schat en Floris Guntenaar het Amsterdams Elektrisch Circus. Er ontstonden veel meer van deze ensembles, met verschillende levensduur en succes. De Volharding heeft tot 2009 bestaan.
Een aantal componisten, onder wie Peter Schat, hervond de weg naar het symfonieorkest, legde de geschillen bij en ging zich ook in het schrijven weer daarop richten. Dit leidde weer tot ongenoegen onder de componisten die dit (nog) níet deden, omdat zij dit zagen als verraad of als opportunisme.

### Het einde
Net als een deel van de maatschappelijke rebellie die in de jaren 60 opkwam, eindigde ook de rebellie van deze componisten, in ieder geval als onderdeel van de Notenkrakers. Deze tijd heeft een aantal belangrijke composities opgeleverd en is daarmee tevens een belangrijk deel van het werkzaam leven van deze personen geweest. Veel van bovengenoemde componisten hoorden bij de Haagse School.